# 시간 전례
시간 전례(時間典禮, 라틴어: Liturgia Horarum) 또는 성무일도(聖務日禱, 라틴어: Officium Divinum)는 천주교의 성직자, 수도자, 평신도 등이 매일 정해진 시간에 하느님을 찬미하는 공적이고 공통적인 일련의 기도를 말한다. 미사와 마찬가지로, 시간 전례의 내용은 교회에서 공인받은 생활 기도로 구성되어 있는데, 주로 찬미가와 시편 기도, 짧은 독서 등으로 엮여 있다. 모든 성직자에게는 시간 전례를 바쳐야 할 의무가 있으며, 수도자들은 수도회 회헌 규정에 따라 시간 전례를 바친다. 특히 시간 전례는 천주교 수도 생활에 있어서 기도의 근간이라고 할 수 있다. 평신도들에게도 가급적 시간 전례를 바칠 것을 권유하고 있다.

## 유래
유다인들에게는 낮이나 밤의 특정 시간에 기도문을 암송하는 전통이 있었는데, 초기 기독교인들도 이러한 전통을 이어받았다. 가령 시편을 보면 “주님, 아침에 제 목소리 들어 주시겠기에 아침부터 당신께 청을 올리고….”(시편 5,4), “저녁에도 아침에도 한낮에도 나는 탄식하며 신음하네.”(시편 55,18), “한밤중에도 당신을 찬송하러 일어납니다.”(시편 119,62), “하루에도 일곱 번 당신을 찬양하니….”(시편 119,164) 등과 같은 구절을 찾아볼 수가 있다. 사도들은 3시, 6시, 9시 및 자정에 기도를 바치는 유다인의 관습을 그대로 지켰다(사도 10,3.9; 16,25 등 참조). 당시 기도는 유다교의 기도와 거의 같은 원리로 구성되어 있었다. 시간이 흐르면서 시편을 낭송하고 구약성경을 봉독하는 것에서 복음서와 사도행전 및 서간 봉독, 대영광송과 같은 찬가를 부르는 것이 추가되었다. 수백 년의 세월이 흐르면서 여러 가지 다른 요소도 기도에 추가되었다.

## 시간 전례 양식

### 바오로 6세 시간 전례

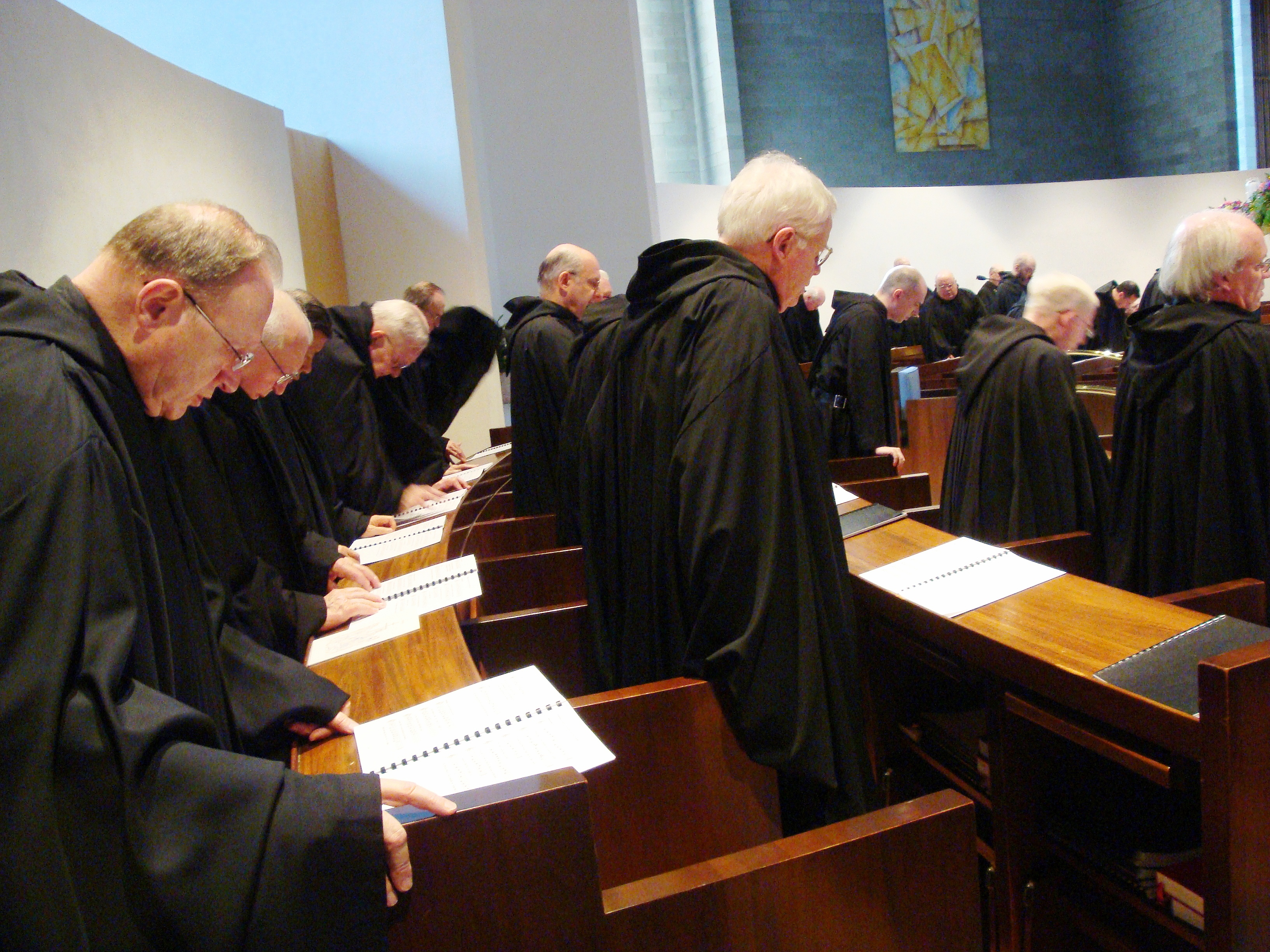
성토요일 저녁 기도를 바치는 베네딕도회 수사들

제2차 바티칸 공의회 이후, 교황 바오로 6세는 ‘시간 전례’라는 이름의 새 성무일도서를 반포하였다. 새 성무일도서는 시편의 분배, 기도문 등 구조가 대대적으로 개편, 수정된 것이다. 소시간경 한 개, 곧 일시경은 폐지되었다. 다른 세 개의 소시간경, 곧 삼시경, 육시경, 구시경은 낮 기도로 분류되었다. 요컨대, 단순화되어 부담감이 줄어들었다. 바오로 6세 시간 전례는 ‘대성무일도’와 ‘소성무일도’의 두 종류가 있는데, 그 구성은 다음과 같다.
- 초대송
- 독서 기도 - 소성무일도에는 없음
- 아침 기도
- 삼시경 - 소성무일도에는 없음
- 육시경 - 소성무일도에는 '낮기도'라는 제목으로 수록되어 있다.
- 구시경 - 소성무일도에는 없음
- 저녁 기도
- 끝기도

소성무일도를 포함한 모든 성무일도는 첫 시간경을 입술에 십자 성호를 그으면서 시편 51(50)편 17절에서 유래하는 “Domine, labia mea aperies. Et os meum annuntiabit laudem tuam(주님, 내 입시울을 열어주소서. 내 입이 당신찬미를 전하오리다).”라는 구절로 시작한다. 이를 ‘도입 구절’이라고 부른다. 기타 다른 시간경들은 십자 성호를 그으면서 “Deus, in adiutorium meum intende. Domine, ad adiuvandum me festina(하느님, 날 를 구하소서. 주님, 어서 나를 도우소서).”라는 시편 70(69)편의 첫머리로 시작한다. 이후 짤막한 시편 찬가, 즉 ‘초대송’을 바친다. 초대송은 그날의 성무일도를 시작하기 위하여 하느님을 찬미하도록 권면하는 말이며, 그날의 기도 지향을 알려 주는 내용이 포함되어 있다. 초대송은 보통 시편 95(94)편을 바치지만, 시편 100(99)편이나 시편 67(66)편 또는 시편 24(23)편을 바칠 수 있다.
초대송이 끝나면 대성무일도는 독서기도를 바친 후에 아침기도를 바치지만, 소성무일도는 독서기도 없이 곧바로 아침기도로 넘어간다. 만약 성무일도를 시작할 때 도입 구절을 바치지 않았을 경우에는 기타 시간경들과 마찬가지로 시편 70(69)편의 첫머리로 기도를 시작한 다음에 찬미가를 바친다. 찬미가 다음에는 시편 기도가 뒤따른다. 첫째는 아침 찬미의 시편, 둘째는 구약성경에서 발췌한 찬가, 셋째는 찬미의 시편으로 구성되어 있으며 각각 알맞은 후렴과 함께 바친다. 시편 기도가 끝난 다음에는 그날의 성경 소구를 읽는다. 성경 소구를 읽은 다음 잠시 침묵을 지키는 것도 좋다. 그 다음 응송을 외우거나 노래를 한다. 2인 이상이 공동으로 바치는 경우에는 응송의 첫 반 소절은 주례자나 선창자가 노래하고 나머지 반 소절은 공동체가 응답하는 형식으로 한다. 아침 기도와 저녁 기도 및 끝기도의 경우에는, 뒤이어 후렴과 함께 따름노래를 바치며, 낮기도는 바로 마침 기도로 넘어간다. 따름노래의 후렴은 고유한 것이 원칙이며, 달리 지시가 없는 한 따름노래 끝에는 언제나 영광송을 바치고 나서 후렴을 바친다. 이어서 청원 기도를 바친 다음에 주님의 기도를 바친다(낮기도와 끝기도는 제외). 주님의 기도를 바치기 전에는 성무일도서에 수록된 대로 간략한 초대의 말로써 시작할 수도 있다. 주님의 기도를 마친 다음에 아침 기도와 저녁 기도에서는 “기도합시다.”를 생략하고, 낮기도에서는 “기도합시다.”로 시작하며 마침 기도를 바친다. 만약 사제나 부제가 있는 경우에는 마침 기도에 파견 인사가 뒤따른다. 사제나 부제가 없거나 혼자 바치는 경우에도 하느님의 축복을 청한다. 낮기도를 혼자 바치는 경우에는 마침 기도 끝에 성호경을 바친다.

## 같이 보기
- 미사
- 법정 시간경
- 삼종기도
- 성무일도서
- 성무일도 노래집
- 소성무일도
- 수도원 성무일도 노래집